# Nyamugari (vattendrag i Burundi, Ruyigi)
Nyamugari är ett vattendrag i Burundi.   Det ligger i provinsen Ruyigi, i den centrala delen av landet, 90 km öster om huvudstaden Bujumbura.
Omgivningarna runt Nyamugari är en mosaik av jordbruksmark och naturlig växtlighet. Runt Nyamugari är det ganska tätbefolkat, med 100 invånare per kvadratkilometer.